# واشد اوت
ارنست ودرلی گرین جونیور (انگلیسی: Ernest Weatherly Greene Jr.؛ زادهٔ ۳ اکتبر ۱۹۸۲) که با نام هنری واشد اوت شناخته می‌شود، خواننده، ترانه‌نویس و تهیه‌کننده موسیقی اهل ایالات متحده آمریکا است. وی از سال ۲۰۰۹ میلادی تاکنون مشغول فعالیت بوده‌است.